# Max (músico)
Maximiano de Sousa (Sé, Funchal, 2 de fevereiro de 1918 — Algueirão-Mem Martins, Sintra, 29 de maio de 1980), com o nome artístico Max, foi um cantor e fadista português.
Foi uma das mais populares vedetas da rádio, do teatro e da televisão portuguesas, desde os anos quarenta até à sua morte em 1980. A ele se devem êxitos como Noites da Madeira, Bailinho da Madeira, A Mula da Cooperativa, Tingo Lingo Lingo e Bate O Pé. E nada faria prever que este jovem madeirense, que sonhava ser barbeiro e fora alfaiate, viria a ser um dos mais populares artistas portugueses.

## Biografia
Maximiano de Sousa, de todos conhecido como Max, era madeirense, tendo nascido a 2 de fevereiro de 1918 no n.º 7 da Rua dos Tanoeiros, freguesia da Sé, no Funchal, como filho ilegítimo de pai incógnito e de Georgina de Sousa, solteira, doméstica, então de 25 anos, também natural da freguesia da Sé, no Funchal. Nasceu na pobreza, o que se comprova pela menção, no registo de nascimento, ao facto de a mãe não ter tido de pagar os emolumentos do registo por ser indigente.
Foi na Madeira que iniciou a sua carreira artística. Sonhara ser barbeiro e violinista, tinha ouvido para a música mas pouca paciência para aprender o solfejo, e acabou por aprender o ofício de alfaiate. Contudo, o bichinho da música que sempre tivera, fê-lo estrear-se em 1927 na Praia Oriental no Funchal, veio a tornar-se numa carreira em 1936, quando começa a atuar no bar de um hotel do Funchal: cantor à noite, alfaiate de dia. 
Em 1942, é um dos fundadores – como cantor e baterista – do Conjunto de Toni Amaral, que se torna numa sensação nas noites madeirenses e que, em 1946, vem conquistar Lisboa. O trabalho é muito e o conjunto assenta arraiais no night-club Nina, interpretando os ritmos do momento - boleros, slows, fados-canções. A 9 de julho de 1942, casou na igreja de São Pedro, no Funchal, com Luciana de Freitas, doméstica (Sé, Funchal, 31 de maio de 1919 — Pena, Lisboa, 29 de dezembro de 1990), filha ilegítima de pai incógnito e de Carlota de Freitas, natural de Santo António da Serra, em Machico.
É o Fado Mayerúe de Armandinho e Linhares Barbosa, mais conhecido como Não Digas Mal Dela, que populariza a voz de Max e leva à sua saída do Conjunto de Toni Amaral, iniciando finalmente a carreira a solo que desejava em 1948.Agora atuando sozinho, Max dispara para o estrelato através da rádio e das suas presenças no Passatempo APA do Rádio Clube Português, em parceria com Humberto Madeira. Em 1949, assina contrato com a Valentim de Carvalho e grava o seu primeiro disco: um 78 rotações com Noites da Madeira e Bailinho da Madeira.
É o primeiro de uma longa lista de sucessos como A Mula da Cooperativa, Porto Santo, 31 ou Sinal da Cruz. Em entrevista ao jornal Se7e, em 1978, referia que eram os discos que lhe davam mais dinheiro, pois “os direitos de autor estavam sempre a pingar”.
Depois da rádio, Max conquista o teatro, participando a convite de Eugénio Salvador na revista Saias Curtas, em 1952. Será apenas a primeira de uma longa série de revistas que confirmarão também os seus dotes de ator e humorista.
Em 1957, parte para os EUA para uma digressão de cinco anos, interrompida por uma súbita doença de coração ao fim de dois. Viajou em seguida por Angola, Moçambique, África do Sul, Brasil e Argentina.
Regressado a Portugal, embora continue a ser um dos artistas mais queridos do público, encontrará alguma dificuldade de trabalho, sobrevivendo à conta dos discos que continuava a gravar. Um dos seus maiores êxitos surgirá aliás neste período, Pomba Branca.
Morreu a 29 de maio de 1980, na freguesia de Algueirão-Mem Martins, concelho de Sintra.
A 13 de julho de 1981, foi agraciado, a título póstumo, com o grau de Oficial da Ordem Militar de Sant'Iago da Espada.
Em 1991 foi inaugurado um busto em sua homenagem, da autoria da escultora Luíza Clode, junto ao Largo do Corpo Santo.

## Discografia (parcial)
- Bailinho da Madeira/Noites da Madeira (Single, Decca/VC, 1956)
- A Coisa / O Magala / O Homem do Trombone (Columbia)
- Porto Santo
- 31
- Sinal da Cruz
- Pomba Branca/Quando a Dor Bateu à Porta (Single, Decca/VC, 1974)
- As Bordadeira
- Casei com uma Velha
- Júlia Florista
- Maria Rapaz
- Maria tu tens a mania
- Mas sou fadista
- Mula da Cooperativa
- Noite
- O Magala
- Rosinha dos Limões
- Saudades da Ilha
- Sinal da Cruz
- Vielas de Alfama